# Bugs Bunny met les voiles
Pour plus de détails, voir Fiche technique et Distribution.
Bugs Bunny met les voiles, ou Bunny découvre l’Amérique  (Hare We Go en anglais), est un dessin animé réalisé par Robert McKimson, sorti en 1951 dans la série Merrie Melodies. Il met en scène Bugs Bunny et Christophe Colomb.

## Synopsis
Christophe Colomb et le roi d'Espagne se disputent sur la forme de la Terre (ronde pour Colomb et plate pour le roi) ; le roi frappe Colomb avec un marteau puis donne un coup de pied à ce dernier qui atterrit sur la pelouse. Bugs qui en sort approuve l'idéologie de Colomb mais les 2 aventuriers s'associent lorsque la reine leur dit qu'elle offrira tous ses bijoux s'ils parviennent à prouver que la terre est ronde. Dans un lancer de balle de baseball, Bugs voie cette dernière recouverte d'étiquettes de toutes villes.
Après que les marins aient pris Bugs pour un porte-malheur, ce dernier leur donne des ordres avant d'esquiver un couteau lancé par un marin excédé qui se plante dans la chevelure de Colomb. Une mutinerie éclate à bord lorsque Bugs promet que le bateau sera de retour le lendemain alors qu'en réalité, il s'est passé plusieurs semaines et élimine un marin en collant une carte postale américaine sur sa longue vue puis tout l'équipage en clouant un tableau sur le bateau. Affamé, Christophe poursuit Bugs et finalement le bateau s'échoue sur la terre américaine.